# Vincenzo Franco
Vincenzo Franco (Trani, 1 juni 1917 – aldaar, 4 maart 2016) was een Italiaans bisschop van de Rooms-Katholieke Kerk.

## Biografie
Vincenzo Franco werd in 1947 tot priester gewijd. In 1975 werd hij tot bisschop gewijd. Door paus Paulus VI kreeg hij het bisdom Tursi-Lagonegro toegewezen. In 1981 werd hij bisschop van het aartsbisdom Otranto. Na 12 jaar ging hij in 1993 met emeritaat. 